# Hermann Steinmetz (Jurist)
Hermann Steinmetz (* 16. Februar 1866 in Göttingen; † 11. Mai 1920 in Hannover) war ein deutscher Verwaltungsjurist, zuletzt Präsident des Landeskonsistoriums in Hannover.

## Leben
Steinmetz, ein Sohn des Superintendenten Rudolf Steinmetz (1823–1921) in Göttingen, wurde nach absolviertem Jurastudium 1887 Referendar beim Amtsgericht Iburg und im Dezember 1893 zur probeweisen Beschäftigung als Justiziar der Regierung in Hannover zugewiesen. Im Mai 1894 wurde er Regierungsassessor, im Juni 1896 dem Oberpräsidium der Provinz Hannover zugeteilt. 1901 zum zweiten Schatzrat in der Provinzialverwaltung gewählt, wechselte er 1902 als Hilfsarbeiter in das Preußische Kultusministerium in Berlin, wo er später zum Vortragenden Rat und 1906 zum Geheimen Oberregierungsrat avancierte. Am 10. April 1912 wurde er als Präsident des landeskirchlich hannoverschen Landeskonsistoriums eingeführt. Seine Hauptaufgabe war die Schaffung einer neuen Kirchenverfassung, deren Inkrafttreten er aber selbst nicht mehr erlebte. Er starb im Mai 1920 in Hannover.